# 호리 지카요시 (아즈치모모야마 시대)
호리 지카요시(일본어: 堀親良, 1580년 ~ 1637년 7월 5일)는 아즈치모모야마 시대부터 에도 시대 전기까지의 다이묘이다. 시나노 이다 번 호리가(信濃飯田藩堀家) 시조. 호리 히데마사의 차남으로 태어났다.
|  | 제1대 자오도 성 성주 (호리가) 1598년 ~ 1602년 | 후임 호리 쓰루치요 |

| 전임 아사노 나가시게 | 모카 번 번주 (호리가) 1611년 ~ 1627년 | 후임 이나바 마사나리 |

| 전임 마쓰시타 시게쓰나 | 제1대 가라스야마 번 번주 (호리가) 1627년 ~ 1637년 | 후임 호리 지카마사 |